# Provinciale Staten (Nederland)
In Nederland vormen de Provinciale Staten (vaak kortweg Staten genoemd, vooral in samenstellingen) sinds 11 maart 2003 het college van volksvertegenwoordigers op provinciaal niveau. Voor deze datum vormden de Provinciale Staten het bestuur van de provincie. De hoofdtaak van de Provinciale Staten is thans het controleren van het bestuur, dat gevormd wordt door de Gedeputeerde Staten.
De samenstelling en de bevoegdheden zijn geregeld in de Provinciewet. De leden van de Provinciale Staten (Statenleden) worden iedere vier jaar rechtstreeks door de stemgerechtigde inwoners van de provincie gekozen. Op hun beurt kiezen deze gekozenen de leden van Gedeputeerde Staten en, vanaf 2019 samen met de leden van de kiescolleges voor de Eerste Kamer, de leden van de Eerste Kamer.

## Geschiedenis
Van sommige provincies gaat de voorgeschiedenis terug tot in de middeleeuwen: het bisdom Utrecht, met Overijssel en Drenthe, het graafschap Holland en de hertogdommen Brabant en Gelre. Samen met Zeeland vormden ze van 1588 tot 1795 de confederale Republiek der Zeven Verenigde Provinciën, "als off siluyden maer een provincie waeren", waarin ze het hoogste gezag, ofwel de soevereiniteit bekleedden. In de Staten waren de steden en de ridderschap vertegenwoordigd en in de drie noordelijke provincies ook niet-adellijke landeigenaren. De Staten wezen leden aan die in hun afwezigheid het dagelijks bestuur voor hun rekening namen: de Gedeputeerde Staten of Gecommitteerde Staten.
De Republiek ging vooraf aan de oprichting van de Nederlandse eenheidsstaat, de Bataafse Republiek, waar de provincies vooral een administratieve rol hadden. De leiding lag bij een indirect verkozen bestuur en een door het Rijk benoemde commissaris die moest toezien op naleving van de wetten. In 1801 kwam waterstaat in het takenpakket, het toezicht op gemeenten, de uitvoering van besluiten van het staatsbewind en het bestuur van de provincie. In 1805 kwam de eerste algemene Provinciewet op Nederlands grondgebied tot stand: het Algemeen Reglement voor de departementale besturen.
Van 1813 tot 1850 bestonden Provinciale Staten uit vertegenwoordigingen van drie standen: de ridderschap, de steden en de landelijke stand. Zo werden in Noord-Holland in 1840 van de 72 leden er 6 benoemd door de ridderschap, 44 door de steden en 22 door de (gekozen) kiescolleges van het platteland. De provincie Limburg begint met de grondwet van 1815.
Thorbeckes Grondwetsherziening van 1848 en de eerste versie van de Provinciewet van 1850 maakten aan dit adellijke privilege een einde. De Provinciale Staten vormden sindsdien het hart van de provinciale democratie, maar ze hadden lange tijd nauwelijks bevoegdheden en middelen en er bestond weinig bereidheid om zelfstandig initiatieven te nemen.
Vanaf de jaren zestig van de twintigste eeuw kunnen én willen provinciebesturen, en Provinciale Staten een actievere rol in het binnenlands bestuur vervullen.
De provincie Flevoland is in 1986 ingesteld.

## Werking Provinciale Staten

### Statenvergaderingen
In vrijwel alle provincies vergaderen Provinciale Staten minimaal eenmaal per maand, op een vaste dag. Politiek hoogtepunt in het zittingsjaar van Provinciale Staten vormt de begrotingsbehandeling, die doorgaans vlak na het zomerreces wordt gehouden. Het college van Gedeputeerde Staten komt met voorstellen voor reguliere en nieuwe uitgaven of bezuinigingen. De fracties van de politieke partijen in Provinciale Staten debatteren over de plannen, komen met wijzigingsvoorstellen en stellen uiteindelijk de begroting vast. In de normale Statenvergaderingen houden Provinciale Staten zich vooral bezig met de uitwerking van concrete voorstellen en de controle op de uitvoering van genomen besluiten.
De provinciewet bepaalt dat Provinciale Staten commissies kunnen instellen. Provinciale Staten regelen bevoegdheden en samenstelling van deze commissies. Wanneer een voorstel van Gedeputeerde Staten in de Statenvergadering aan de orde komt, is het meestal al uitvoerig besproken door één of meer commissies.

### Statencommissies
De meest voorkomende commissies zijn vaste Statencommissies voor bijvoorbeeld de beleidsterreinen ruimtelijke ordening, economie of verkeer en vervoer, de werkterreinen in de portefeuille van een gedeputeerde. Ze bestaan uit leden van Provinciale Staten en worden vaak ook commissies 'van advies en bijstand' genoemd, omdat ze formeel advies uitbrengen aan Gedeputeerde Staten. Dat college kan met het advies rekening houden in het uiteindelijk aan Provinciale Staten voor te leggen voorstel. Daarnaast spreken de commissies de uitvoering van het beleid door. Mede daarom kunnen steeds meer zaken in de praktijk in de Vaste Commissies worden afgedaan. Naast de Vaste Commissies kunnen voor bijzondere onderwerpen bestuurscommissies in het leven worden geroepen, waarin ook buitenstaanders, deskundigen en belanghebbenden kunnen zitten. Het is zelfs mogelijk bestuurscommissies in te stellen voor een deel van de provincie.

## Samenstelling Provinciale Staten

### Statenverkiezingen
De leden van Provinciale Staten worden om de vier jaar, bij de Provinciale Statenverkiezingen, rechtstreeks door de stemgerechtigde inwoners van de provincie gekozen.
Dit betekent dat die leden worden gekozen die de meeste stemmen hebben behaald, conform art. B2 van de Kieswet. Verkiesbaar zijn in principe alle inwoners van de provincie die passief kiesrecht hebben en die kandidaat gesteld zijn door een aan de verkiezingen deelnemende politiek partij. De provinciewet stelt een paar beperkingen: een minister, staatssecretaris en commissaris van de Koning kunnen geen lid van Provinciale Staten zijn. Hetzelfde geldt voor ambtenaren in dienst van de provincie.
Op het stembiljet voor de Provinciale Statenverkiezingen staan de namen van de kieslijsten en hun kandidaten vermeld. Doorgaans zijn de belangrijkste landelijke politieke partijen ook op provinciaal niveau actief en verkiesbaar. Daarnaast zijn in een aantal provincies partijen vertegenwoordigd die zich voornamelijk op de politiek in de eigen provincie richten. Alle partijen proberen op eigen wijze zo veel mogelijk stemmen te winnen. Zeker in verkiezingstijd bestaan voor de kiezer volop mogelijkheden om kennis te nemen van het gedachtegoed en de standpunten van de deelnemende partijen.
Het aantal leden van Provinciale Staten hangt af van het aantal inwoners van de provincie. Zeeland als kleinste provincie heeft er 39, Zuid-Holland met zijn 3,3 miljoen inwoners 55, het maximum. De laatste verkiezingen voor Provinciale Staten zijn gehouden op 15 maart 2023.

## Aantal Statenzetels naar aantal inwoners
Het aantal leden is afhankelijk van het inwonertal en loopt uiteen van 39 voor een provincie met minder dan 400.000 inwoners, tot 55 voor een provincie met meer dan 2.000.000 inwoners (art.8 lid 1 van de huidige Provinciewet).
Provinciale staten bestaan uit:
- 39 leden in een provincie beneden de 400.001 inwoners;
- 41 leden in een provincie van 400.001 – 500.000 inwoners;
- 43 leden in een provincie van 500.001 – 750 000 inwoners;
- 45 leden in een provincie van 750.001 – 1.000.000 inwoners;
- 47 leden in een provincie van 1.000.001 – 1.250.000 inwoners;
- 49 leden in een provincie van 1.250.001 – 1.500.000 inwoners;
- 51 leden in een provincie van 1.500.001 – 1.750.000 inwoners;
- 53 leden in een provincie van 1.750.001 – 2.000.000 inwoners;
- 55 leden in een provincie boven de 2.000.000 inwoners.

Er zijn dus negen categorieën, waarvan er zes in 2019 van toepassing zijn, zie ook hieronder. Hoe meer inwoners, hoe groter het aantal leden, maar hoe kleiner grosso modo het aantal zetels in verhouding tot het aantal inwoners. Hiervoor wordt bij de Eerste Kamerverkiezingen gecompenseerd.
Van 1962 tot 2007 waren de categorieën als volgt:
- 39 leden in een provincie beneden de 200.001 inwoners;
- 43 leden in een provincie van 200.001 - 300.000 inwoners;
- 47 leden in een provincie van 300.001 - 400.000 inwoners;
- 51 leden in een provincie van 400.001 - 500.000 inwoners;
- 55 leden in een provincie van 500.001 - 750.000 inwoners;
- 59 leden in een provincie van 750.001 - 1.000.000 inwoners;
- 63 leden in een provincie van 1.000.001 - 1.250.000 inwoners;
- 67 leden in een provincie van 1.250.001 - 1.500.000 inwoners;
- 71 leden in een provincie van 1.500.001 - 1.750.000 inwoners;
- 75 leden in een provincie van 1.750.001 - 2.000.000 inwoners;
- 79 leden in een provincie van 2.000.001 - 2.500.000 inwoners;
- 83 leden in een provincie boven de 2.500.000 inwoners.

Tot 1962 stond het aantal zetels vast per provincie.
Een overzicht van de verandering vanaf 2003 in zeteltal per provincie:
| Provincie     | t/m 2003 | 2007 | 2011 | 2015 | 2019 | 2023 |
| ------------- | -------- | ---- | ---- | ---- | ---- | ---- |
| Groningen     | 55       | 43   | 43   | 43   | 43   | 43   |
| Friesland     | 55       | 43   | 43   | 43   | 43   | 43   |
| Drenthe       | 51       | 41   | 41   | 41   | 41   | 43   |
| Overijssel    | 63       | 47   | 47   | 47   | 47   | 47   |
| Flevoland     | 47       | 39   | 39   | 41   | 41   | 41   |
| Gelderland    | 75       | 53   | 55   | 55   | 55   | 55   |
| Utrecht       | 63       | 47   | 47   | 49   | 49   | 49   |
| Noord-Holland | 83       | 55   | 55   | 55   | 55   | 55   |
| Zuid-Holland  | 83       | 55   | 55   | 55   | 55   | 55   |
| Zeeland       | 47       | 39   | 39   | 39   | 39   | 39   |
| Noord-Brabant | 79       | 55   | 55   | 55   | 55   | 55   |
| Limburg       | 63       | 47   | 47   | 47   | 47   | 47   |
| totaal        | 764      | 564  | 566  | 570  | 570  | 572  |

## De twaalf Provinciale Staten
Onderstaand volgt een overzicht van de vertegenwoordiging van politieke partijen in Provinciale Staten na de verkiezingen van 15 maart 2023.
| Groningen       | 12   | 2   | 5   | 5  | 2   | 2  | 2  | 2  | 2   | 0   | 3  | 0  | 1   | 1   | 0  | 4  | 43  |
| Friesland       | 14   | 3   | 3   | 5  | 4   | 2  | 1  | 1  | 1   | 1   | 2  | -  | 1   | -   | 0  | 5  | 43  |
| Drenthe         | 17   | 4   | 2   | 4  | 3   | 2  | 1  | 2  | 2   | 1   | 2  | 0  | 1   | 1   | 0  | 1  | 43  |
| Overijssel      | 17   | 4   | 4   | 3  | 4   | 2  | 2  | 1  | 1   | 2   | 3  | 2  | 1   | 1   | 0  | 0  | 47  |
| Flevoland       | 10   | 4   | 3   | 3  | 2   | 3  | 2  | 2  | 2   | 2   | 2  | 2  | 2   | -   | 1  | 1  | 41  |
| Gelderland      | 14   | 6   | 5   | 5  | 4   | 2  | 3  | 2  | 2   | 2   | 3  | 3  | 1   | 2   | 1  | 0  | 55  |
| Utrecht         | 7    | 6   | 7   | 3  | 4   | 2  | 5  | 3  | 1   | 2   | 3  | 2  | 1   | 2   | 1  | 0  | 49  |
| Noord-Holland   | 8    | 8   | 7   | 7  | 2   | 3  | 4  | 4  | 2   | 3   | 1  | -  | 2   | 2   | 2  | 0  | 55  |
| Zuid-Holland    | 8    | 8   | 6   | 4  | 4   | 4  | 4  | 3  | 2   | 4   | 2  | 2  | 2   | 1   | 1  | 0  | 55  |
| Zeeland         | 9    | 4   | 6   | 6  | 5   | 2  | 1  | 1  | 1   | 1   | 1  | 5  | 1   | -   | 0  | 2  | 39  |
| Noord-Brabant   | 11   | 9   | 5   | 4  | 4   | 4  | 4  | 2  | 4   | 2   | 1  | 1  | 1   | 1   | 1  | 2  | 55  |
| Limburg         | 10   | 5   | 4   | 3  | 5   | 6  | 3  | 2  | 3   | 2   | 0  | -  | 1   | -   | 1  | 2  | 47  |
| totaal          | 137  | 63  | 51  | 46 | 43  | 34 | 32 | 25 | 23  | 22  | 22 | 16 | 15  | 11  | 8  | 17 | 572 |
| totaal          | 137  | 63  | 6   | 6  | 43  | 34 | 32 | 25 | 23  | 22  | 1  | 1  | 15  | 11  | 8  | 17 | 572 |
| +/− t.o.v. 2019 | +137 | −17 | −10 | −7 | −29 | −6 | −9 | +5 | −12 | +22 | −9 | +2 | −71 | +11 | −9 | −2 | +2  |
| +/− t.o.v. 2019 | +137 | −17 | +6  | +6 | −29 | −6 | −9 | +5 | −12 | +22 | 0  | 0  | −71 | +11 | −9 | −2 | +2  |

Een "-" in de tabel betekent dat de betreffende partij bij de verkiezingen van 2023 in de betrokken provincie geen kandidatenlijst heeft ingediend.

## Verkiezingen voor Eerste Kamer
Een bijzondere taak van de leden van Provinciale Staten is het kiezen van de leden van de Eerste Kamer. Eerste Kamerleden worden niet rechtstreeks gekozen, maar door getrapte verkiezingen: de inwoners van de provincies kiezen de Statenleden en deze kiezen dan, vanaf 2019 samen met de leden van de kiescolleges voor de Eerste Kamer, de leden van de Eerste Kamer. De verkiezingen van Provinciale Staten zijn daarmee van direct belang voor de landspolitiek. De Eerste Kamerverkiezingen vinden uiterlijk drie maanden na de provinciale verkiezingen plaats.